# Thomas Althaus
Thomas Althaus (* um 1962) ist ein Schweizer Badmintonspieler. 

## Karriere
Thomas Althaus wurde 1984 erstmals nationaler Meister in der Schweiz. Neun weitere Titelgewinne folgten bis 1992. 1988 siegte er bei den Malta International.

## Sportliche Erfolge
| Saison | Veranstaltung                          | Disziplin    | Platz | Name                                |
| ------ | -------------------------------------- | ------------ | ----- | ----------------------------------- |
| 1981   | Schweizer Meisterschaften der Junioren | Herrendoppel | 1     | Brat Schoni / Thomas Althaus        |
| 1984   | Schweizer Einzelmeisterschaften        | Herrendoppel | 1     | Michael Althaus / Thomas Althaus    |
| 1985   | Schweizer Einzelmeisterschaften        | Herrendoppel | 1     | Michael Althaus / Thomas Althaus    |
| 1986   | Schweizer Einzelmeisterschaften        | Herrendoppel | 1     | Michael Althaus / Thomas Althaus    |
| 1987   | Schweizer Einzelmeisterschaften        | Herreneinzel | 1     | Thomas Althaus                      |
| 1988   | Schweizer Einzelmeisterschaften        | Herreneinzel | 1     | Thomas Althaus                      |
| 1988   | Malta International                    | Mixed        | 1     | Thomas Althaus / Charlotte Pederson |
| 1988   | Malta International                    | Herrendoppel | 1     | Thomas Althaus / Hubert Müller      |
| 1989   | Schweizer Einzelmeisterschaften        | Mixed        | 1     | Thomas Althaus / Bettina Villars    |
| 1989   | Schweizer Einzelmeisterschaften        | Herreneinzel | 1     | Thomas Althaus                      |
| 1990   | Schweizer Einzelmeisterschaften        | Mixed        | 1     | Thomas Althaus / Bettina Villars    |
| 1990   | Schweizer Einzelmeisterschaften        | Herreneinzel | 1     | Thomas Althaus                      |
| 1991   | Schweizer Einzelmeisterschaften        | Mixed        | 1     | Thomas Althaus / Bettina Villars    |
| 1992   | Schweizer Einzelmeisterschaften        | Mixed        | 1     | Thomas Althaus / Bettina Villars    |